# زيارلو (تشهاردانغة)
زيارلو (بالفارسية: زیارلو) هي منطقة سكنية تقع في إيران في قسم تشهاردانغة الریفي. يقدر عدد سكانها بـ 190 نسمة.